# الدكة بربر
الدكة بربر نادي كرة قدم من السودان مقره في مدينة بربر في ولاية نهر النيل، شارك النادي في بطولة كأس السودان عام 2005 وحل في المركز السادس.